# Kardamovník obecný

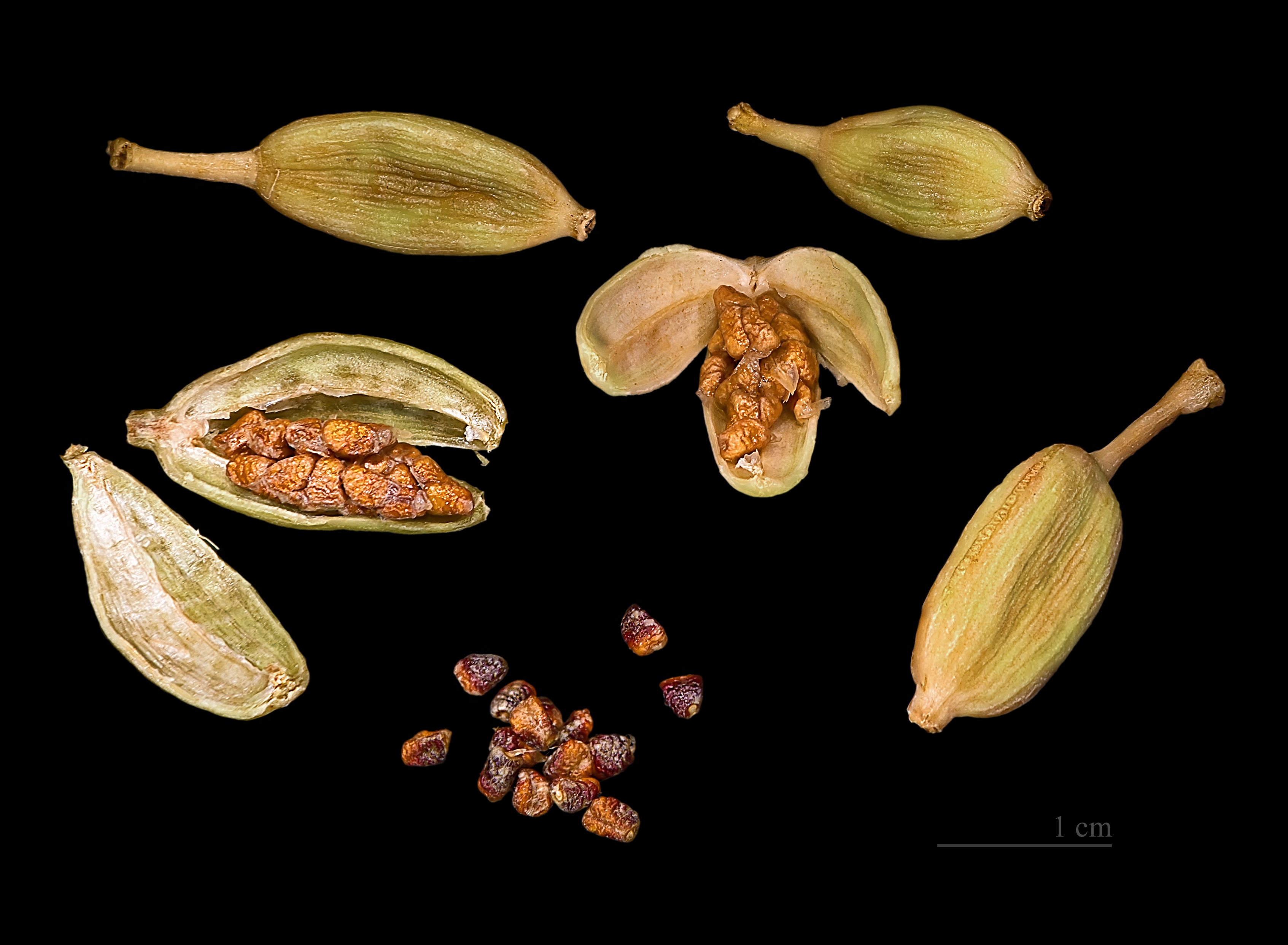
Plody a semena kardamovníku obecného

Kardamovník obecný (Elettaria cardamomum), zkráceně zvaný též kardamom či kardamon, je statná bylina z čeledi zázvorníkovitých. Její plody a oddenky se používají jako koření.

## Popis
Bylina vyrůstající z mohutného oddenku dorůstá výšky 2–4 m, výjimečně až 5 m. U kořene lodyhy jsou dvě řady plochých listů, dorůstajících délky 0,5–0,7 m, na horní ploše hladkých a tmavozelených, zespodu světlejších a sametových. Květenství se vytváří na samostatném horizontálním stonku, táhnoucím se při zemi. Okvětní lístky jsou bílé nebo slabě nažloutlé, s nafialovělými žilkami a žlutými nebo růžovými okraji. Plodem jsou podlouhlé zelenavé tobolky, dorůstající délky 2 cm a obsahující 15 až 20 aromatických hnědočervených semen. Rozmnožuje se však zejména dělením oddenků.

## Areál rozšíření
Původním areálem rozšíření jsou tropické deštné pralesy Kardamomských hor (Cardamom Hills) v pohoří Ghat při jihozápadním pobřeží Indie, ve výškách mezi 700 až 1500 m n. m. Pěstuje se i na jiných místech Indie, na Srí Lance, v Guatemale a v Tanzanii. Největšími exportéry jsou Guatemala, Tanzanie, Madagaskar, Papua Nová Guinea a Vietnam.

## Stanoviště
Rostlina vyžaduje zastíněné stanoviště v bylinném patře tropických deštných pralesů s ročními srážkami v rozmezí 3000 až 4000 mm a s trvale vlhkou půdou. Optimální teplota pro růst se pohybuje kolem 22 °C, nesnáší teploty pod 10 °C. Kvete a jeho plody dozrávají pouze v oblasti tropů.

## Nomenklatura
Elettaria cardamomum (L.) Maton,  1811
Basionym
Amomum cardamomum L.,  1753
Nomenklatorická synonyma
≡Matonia cardamomum (L.) Stephenson & J.M.Churchill
≡Alpinia cardamomum (L.) Roxb.,  1810
Taxonomická synonyma
=Amomum repens Sonn.,  1782
≡Elettaria repens (Sonn.) Baillon,  1884
=Amomum racemosum Lam.,  1783
=Amomum ensal Raeusch.,  1797
=Cardamomum officinale Salisb.,  1812
=Elettaria major Sm.,  1819
≡Elettaria cardamomum (L.) Maton var. major (Sm.) Thwaites,  1861
=Elettaria cardamomum (L.) Maton var. miniscula Burkill
=Elettaria cardamomum (L.) Maton var. minus Watt.

## Obsahové látky
V následujícím seznamu jsou uvedeny pouze nejvýznamněji zastoupené látky. Kromě toho semena obsahují značné množství bílkovin, tuků a sacharidů včetně škrobu.

### Terpeny
Jsou složkou éterického oleje.
- eukalyptol
- α-pinen
- β-pinen
- α-terpineol a jeho acetát
- borneol
- geraniol a jeho acetát
- limonen
- linalool a jeho acetát
- myrcen
- nerolidol
- p-cymen
- sabinen

### Karboxylové kyseliny
Jsou složkou tuků, obsažených v semenech.
- kyselina olejová
- kyselina linolová
- kyselina palmitová
- kyselina stearová

### Vitamíny
- thiamin (vitamin B1)
- riboflavin
- niacin

## Využití

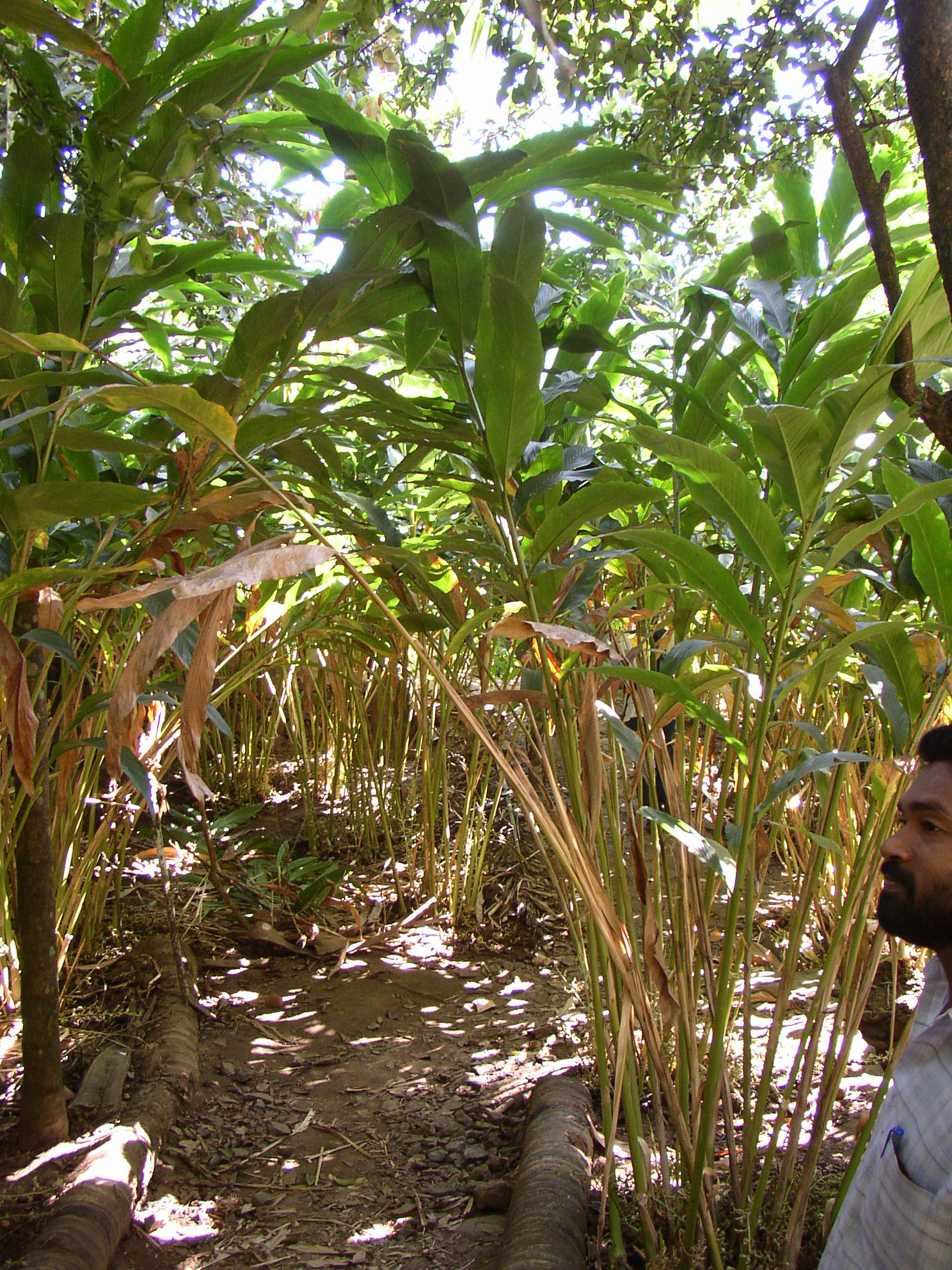
Kardamovník obecný

Využívá se oddenek, plody a semena, případně éterický olej z nich připravovaný. Tobolky jsou ceněným kořením, které se prodává zelené, bělené nebo sušené na slunci. Mleté koření se nazývá kardamom, které je také jednou složkou indického kari. Semena jsou též význačnou složkou indického garam masala, arabského baharatu, etiopského berbere, piafu a řady sladkých jídel. Beduíni s ním ochucují kávu, Dánové bábovky, také se žvýká pro osvěžení dechu, zejména v jihovýchodní Asii, kde se přidává k betelovým listům.
Semena podporují trávení, stimulují organismus, oddenek zahání únavu a horečku. Díky svým antibakteriálním účinkům se využívá v péči o dutinu ústní, neboť pomáhá předcházet zánětům dásní i špatnému dechu. Detoxikační vlastnosti kardamomu se využívají v rozmanitých očistných kůrách i při potížích s játry. Přidává se jak do sladkých jídel a likérů, tak i do uzenin.
V subtropické oblasti a v mírném pásmu může být pěstována, zejména ve sklenících, jen jako okrasná rostlina vzhledem k zajímavě vyhlížejícím listům.